# Железничка техничка школа Београд
Железничка техничка школа Београд је средња школа основана 1922. године.  Налази се у општини Палилула, у улици Здравка Челара 14. од 1962. године.

## Опште информације
Први воз је кренуо из Београда 23. августа, и за четрнаест сати је стигао у Ниш. Редован путнички саобраћај отпочео је 15. септембра 1884. године и овај дан се обележава као Дан железничара.
Од појаве железнице и изградње прве пруге,  у Србији се велика пажња посвећивала образовању железничких радника и службеника. Поред тога што је прва пруга у Србији (Београд – Ниш) пуштена у рад 1884. године, образовање и обука кадрова за рад на железници почела је већ 1881. године. Тада је основана Књажевска српска железничка и трговачка школа. Ђаци ове прве железничке школе су наставу слушали у Београду, а практичну обуку су имали на железницама Чешке, Аустрије, Белгије, Француске и Италије. Занимљиво је да су ови ђаци завршни испит полагали на страним језицима, у зависности од земље где су обављали практичну наставу. То је била прва и једина генерација железничара школованих у земљи.
У Београду се  1922. године отвара Државна саобраћајна железничка школа. Зграда школе се налазила на месту данашње Мостарске петље. Свршени ученици ове школе су на праксу упућивани у Аустро-Угарску, Белгију и Италију.
Године 1953. у Земуну се отвара Железничка саобраћајна школа,  која се 1962. године сели у Београд на данашњу локацију у улици Здравка Челара 14. Школа је променила неколико назива да би средином деведесетих година двадесетог века добила данашњи назив – Железничка техничка школа.
Настава у школи изводи се у 9 класичних учионица, 3 лабораторије и 15 кабинета. У оквиру школе постоји и фискултурна сала. Ђаци Железничке техничке школе изводе практичну наставу у Локомотивном депоу Земун, Ранжирној станици, Станици Београд, Железничкој станици Топчидер, Железничкој станици Београд центар, Електротехничкој радионици Кнежевац и Железничкој станици Дунав.
У школи постоје следећи образовни профили: Саобраћајно-транспортни техничар, транспортни комерцијалиста, техничар вуче, техничар техничко колске делатности, електротехничар сигнално-сигурносних постројења, електротехничар телекомуникација, возовођа и кондуктер у железничком саобраћају.
Од школске 2022/2023 школују се нови образовни профили  Техничар безбедности железничког саобраћаја, Техничар вуче, Техничар управљања железничким саобраћајем, Техничар телекомуникационих технологија и Транспортни техничар у железничком саобраћају.

## Галерија
- Железничка техничка школа Београд
- Натпис на школи
- Двориште школе
- Табла са натписом
- Улаз у школу
- Мурал на школи
- Мурал на школи
- Железничка техничка школа Београд
- Железничка техничка школа Београд
- Железничка техничка школа Београд
- Железничка техничка школа Београд